# I. e. 355
Évszázadok: i. e. 5. század – i. e. 4. század – i. e. 3. század
Évtizedek: i. e. 400-as évek – i. e. 390-es évek – i. e. 380-as évek – i. e. 370-es évek – i. e. 360-as évek – i. e. 350-es évek – i. e. 340-es évek – i. e. 330-as évek – i. e. 320-as évek – i. e. 310-es évek – i. e. 300-as évek
Évek: i. e. 360 – i. e. 359 – i. e. 358 – i. e. 357 –  i. e. 356 – i. e. 355 – i. e. 354 – i. e. 353 – i. e. 352 – i. e. 351 – i. e. 350

## Események

### Görögország
- III. Artaxerxész perzsa nagykirály háborúval fenyegetve kényszeríti Athént, hogy vonuljon ki Kis-Ázsiából és ismerje el lázadó szövetségeseinek függetlenségét; ezzel a szövetséges-háború véget ér. Athén vezetésében Kharész háborús pártját Eubulosz békepártja váltja fel, amely adóemelés nélkül helyreállítja a városállam gazdasági helyzetét és megerősíti flottáját.
- a harmadik szent háborúban III. Arkhidamosz spártai király Phókisz pártjára áll.

## Születések
- Kasszandrosz, Nagy Sándor hadvezére, makedón király
- Demokharész, athéni államférfi
- Peithon, Nagy Sándor testőre, Média szatrapája

## Fordítás
- Ez a szócikk részben vagy egészben  a(z)   355 BC című angol Wikipédia-szócikk fordításán alapul.  Az eredeti cikk szerkesztőit annak laptörténete sorolja fel. Ez a jelzés csupán a megfogalmazás eredetét és a szerzői jogokat jelzi, nem szolgál a cikkben szereplő információk forrásmegjelöléseként.